# 萊巴嫩鎮區 (北達科他州麥克亨利縣)
萊巴嫩鎮區（英語：Lebanon Township）是位於美國北達科他州麥克亨利縣的一個鎮區。

## 地方資料
萊巴嫩鎮區的面積為93.53平方千米，當中陸地面積為91.93平方千米，而水域面積為1.60平方千米。根據2020年美國人口普查的數據，當地共有人口75人，而人口密度為每平方千米0.8人。